# Ferguson (Kentucky)
Pour les articles homonymes, voir Ferguson.
Ferguson est une ville américaine située dans le comté de Pulaski, dans le Kentucky. Selon le recensement de 2020, sa population est de 886 habitants.